# Lembos smithi
Lembos smithi är en kräftdjursart som först beskrevs av Edward Morell Holmes.  Lembos smithi ingår i släktet Lembos och familjen Aoridae. Inga underarter finns listade i Catalogue of Life.